# Newhaven
Newhaven ist eine Hafenstadt und zugleich eine Gemeinde (Civil Parish) im Lewes District der englischen Grafschaft East Sussex. Newhaven erlangte durch die Festung Newhaven Fort und durch seine Fährverbindungen nach Frankreich Bedeutung. Der Fluss Ouse mündet in Newhaven in den Ärmelkanal.

## Geschichte
Die erste Befestigung auf dem an der Küste gelegenen Castle Mountain entstand während der Bronzezeit, eine weitere Befestigungsanlage stammt aus der Zeit der römischen Besatzung Englands. 1548 wurde das Fischerdorf Meeching von einer französischen Flotte angegriffen, weshalb ein Geschütz auf dem Castle Hill positioniert wurde. Ungeachtet des regen Schmuggelverkehrs und der Bedrohung durch die spanische Armada unterblieben weitere Verteidigungsmaßnahmen. 1750 wurde die Mündung des Flusses Ouse durch eine Überschwemmung nach Newhaven verlegt, weshalb Meeching in New Haven (Neuer Hafen) umbenannt wurde. Zwischen 1865 und 1871 wurde das Newhaven Fort als Teil einer Verteidigungslinie an der südenglischen Küste errichtet.

## Heutiger Zustand

### Gesamtzustand
Newhaven ist seit 1990 einer wirtschaftlichen Rezession ausgesetzt. Bemühungen, die Situation zu verbessern hatten zwar die Folge, dass die Bevölkerungszahl auf 11000 stieg und verschiedene Baumaßnahmen durchgeführt wurden, die Absiedelung von Betrieben, die in den meisten Fällen aus Protest gegen die Fehlverwaltung der Stadt erfolgte, konnte jedoch nicht verhindert werden. Aufgrund der geringen Anzahl an Arbeitsplätzen in der Stadt ist es für viele Bewohner Newhavens unausweichlich geworden, auszupendeln.

### Infrastruktur
Newhaven ist durch eine Eisenbahnlinie mit Lewes verbunden. Im Stadtgebiet von Newhaven befinden sich die Stationen Newhaven Town, Newhaven Harbour und Newhaven Marine (welcher allerdings nur von einem Parlamentszug bedient wird). Die Eisenbahnlinie endet im nahe gelegenen Seaford. Der Hafen ist im Besitz französischer Investoren. Die Postversorgung von Newhaven ist zugleich auch für die nahe gelegenen Ortschaften South Heigdon und Denton zuständig.

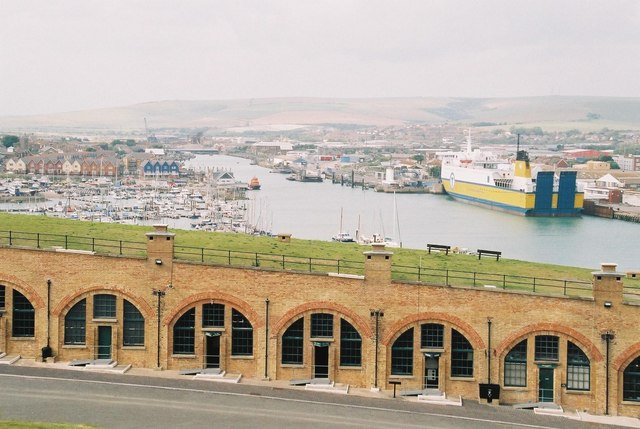
Newhaven Fort und Hafen

## Sehenswürdigkeiten
Hauptattraktion von Newhaven ist Newhaven Fort, in dem sich heute ein Militärmuseum befindet. Östlich von Newhaven befindet sich die verlassene Siedlung Tide Mills, die unter anderem aus den Resten einer Arbeitersiedlung, einer Mühle und einer Saline besteht. In der Nähe von Tide Mills befindet sich das Heritage Marine Hospital, das in der Mitte des neunzehnten Jahrhunderts als Betreuungsstätte für arbeitsunfähige Marineangehörige gegründet wurde. Ebenfalls in der Nähe von Tide Mills befand sich die Newhaven Seaplane Base.
Insgesamt 23 Bauwerke und Anlagen auf dem Gemeindegebiet werden als kulturhistorisch bedeutsam eingestuft. Dies sind die beiden Kirchen St. Leonhard und St. Michael and all Angels als Listed Building in der Kategorie II* sowie 19 weitere der Kategorie II. Hinzu kommen das oben erwähnte Fort sowie mehrere Kreisgräben am Mount Pleasant als Scheduled Monument.

## Vanguard Way
Von Newhaven führt der 106,5 Kilometer lange Fernwanderweg Vanguard Way an den südlichen Stadtrand von London.

## Sohn der Stadt
- William L. Russell (1910–2003), Genetiker und Strahlenbiologe